# Piwnice

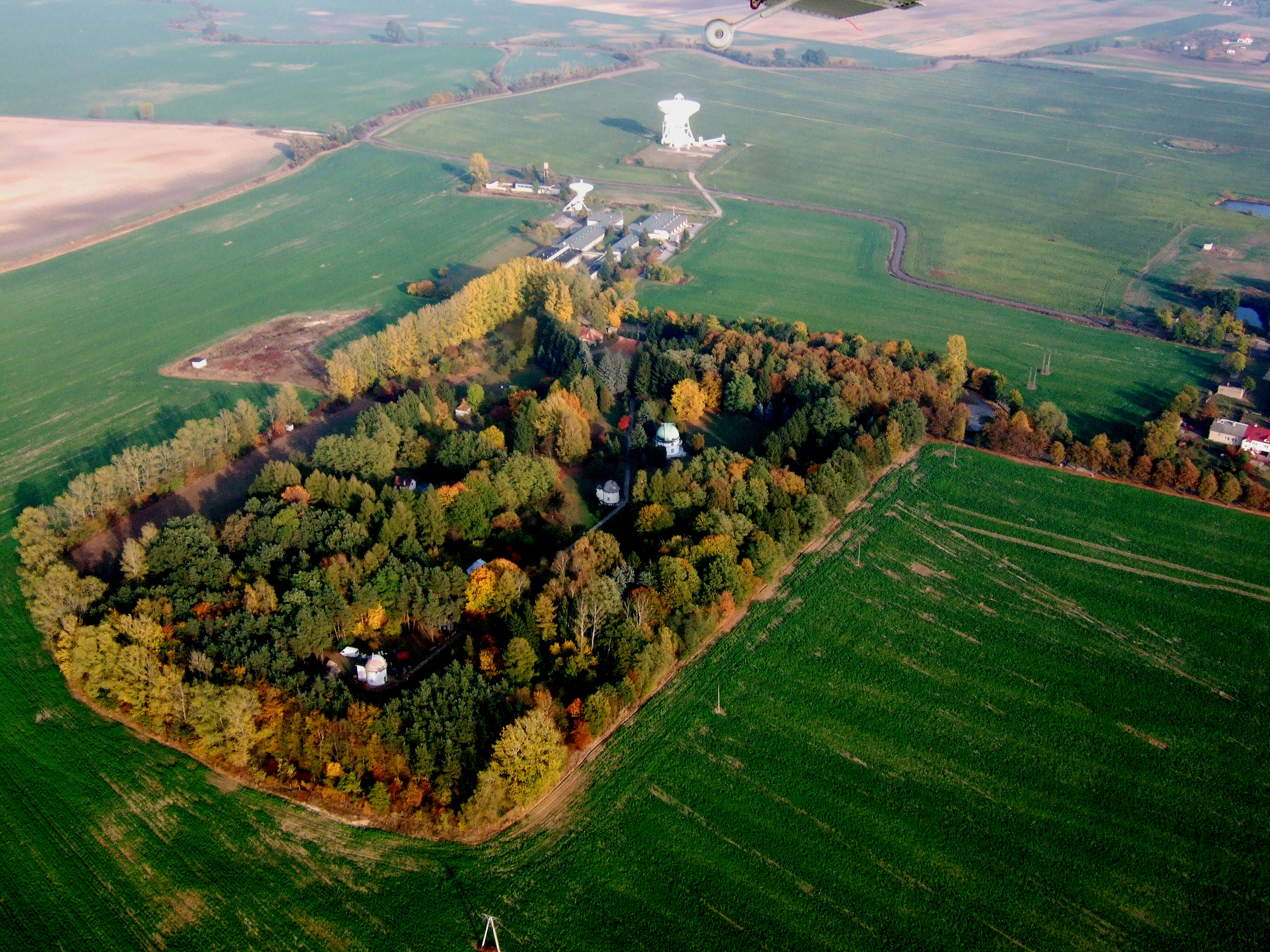
Vue aérienne du centre astronomique à Piwnice.

Piwnice est un village de Pologne situé en Couïavie-Poméranie, dans le gmina (commune) de Łysomice. C'est le site du centre astronomique de l'Université Nicolas-Copernic de Toruń.
Plaque d'immatriculation: CTR.